# جون تشارلز فيفيان
جون تشارلز فيفيان (بالإنجليزية: John Charles Vivian)‏ هو صحفي وسياسي أمريكي، ولد في 30 يونيو 1889 في غولدن في الولايات المتحدة، وتوفي بنفس المكان في 10 فبراير 1964. حزبياً، نشط في الحزب الجمهوري. وقد انتخب Governor of Colorado ‏ (12 يناير 1943 – 14 يناير 1947).